# دانيال (الرملة)
دانيال، قرية فلسطينية مهجرة، تقع على بُعد 6 كم شرقي الرملة. في عام 1948 احتل اليهود دانيال وأجبروا سكانها على الخروج منها ودمروها ثم أقاموا مستعمرة “كفار دانيال” على بقعتها.

## موقع القرية
يربطها دربان ممهدان بكلّ من اللد والرملة، كما تربطها دروب ضيّقة بالقُرى المجاورة مثل جمزو، خربة الضهيرية، خروبة وعنابة.
نشأت دانيال فوق رقعة منبسطة من أرض السهل الساحلي الأوسط ترتفع نحو 100م عن مستوى سطح البحر. كانت بيوتها مبنية باللبن، واتخذ مخططها التنظيمي شكل المستطيل. توسعت القرية في نموّها العمراني نحو الشمال والجنوب وفقًا له. بالرغم من نمو القرية ظلّ امتدادها قليلًا في مساحة 15 دونمًا.

## احتلال القرية وتطهيرها عرقيًّا
استنادًا إلى «تاريخ حرب الاستقلال» دخلت وحدات من لواء «يفتاح» القرية في 10 تموز/يوليو 1948، في سياق المرحلة الأولى من عملية داني. فرّ السكان، أو طُردوا، أثناء القتال. ثمّ مضت القوات نفسها لمهاجمة اللد والرملة في اليوم التالي. كما احتُلّت جمزو في الوقت نفسه لأن هاتين القريتين كانتا، بحسب ما كتب مراسل صحيفة «نيويورك تايمز»، تشكّلان، إلى حد ما، غطاء لمنطقة اللد والرملة.
أدرج رئيس الحكومة الإسرائيلية دافيد بن-غوريون، هذه القرية في جملة القرى الأربع عشرة المزمع تدميرها جزئيًا. كما ذكرها في الطلب الذي تقدم به، في 13 أيلول/سبتمبر 1948، من لجنة وزارية خاصة تشرف على أنشطة الهدم والاستيطان. جدير بالذكر أنّ المؤرخ الإسرائيلي بيني موريس لا يذكر متى حدث التدمير، أو هل حدث فعلًا أم لا.

## القرية اليوم
لم يبق من القرية إلّا مقام النبي دانيال، المدرسة، وسبعة منازل جيّدة البناء. أمّا المقام، وهو مهجور بين الأعشاب البرية وبعض الأشجار، فمبني بالحجارة وله شرفة ونافذة مستطيلة الشكل، بينما للطبقة الأرضية نوافذ وأبواب مقوّسة. أمّا المدرسة فيستعملها الآن سكان «كفار دانيئيل»، المنازل كلها مبنية بالحجارة، مسطحة السقوف، وفيها خليط من الأبواب والنوافذ المستطيلة والمقوسة، أحد هذه المنازل يستعمل مخزنًا.
في أرجاء الموقع، ينبت الصبّار، شجر السرو، الزيتون وشوك المسيح، كذلك شجر الخروع. كما يتواجد في الموقع أيضًا منازل المستعمرة الإسرائيلية. أمّا الأرض المحيطة بالموقع، يزرعها الإسرائيليون.

## المستعمرات الإسرائيلية على أراضي القرية
في سنة 1949، أُنشئت مستعمرة " كفار دانيئيل" في موقع القرية.

## معرض صور

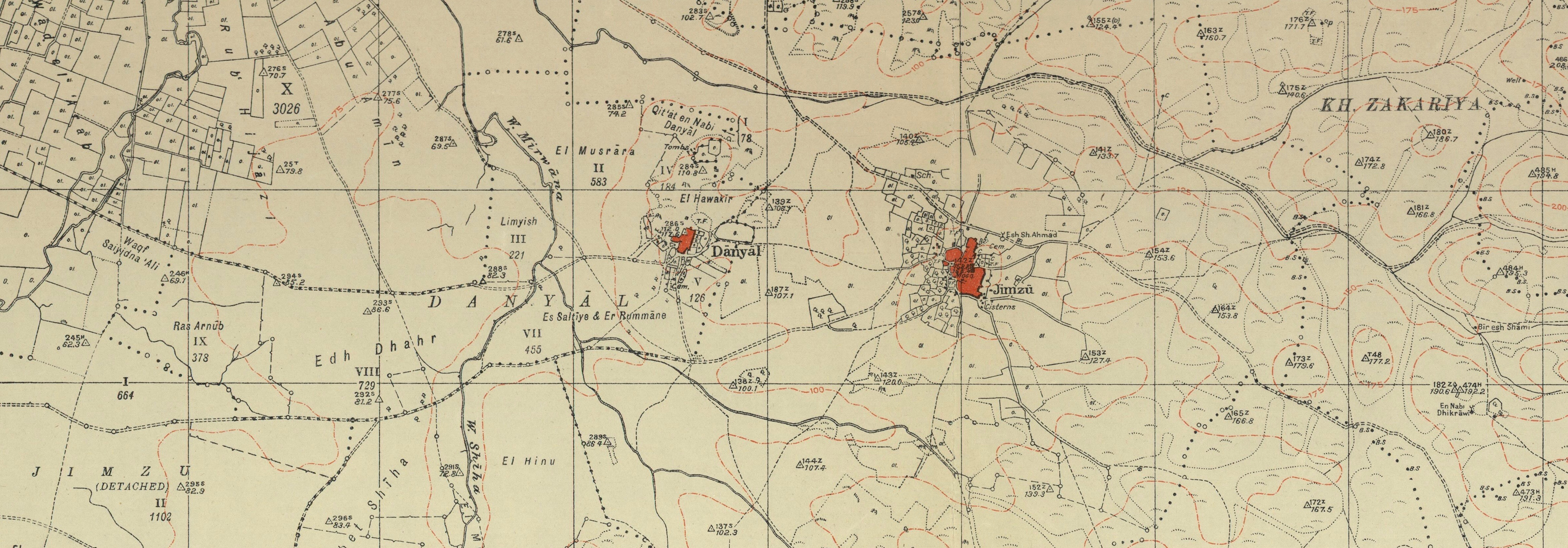
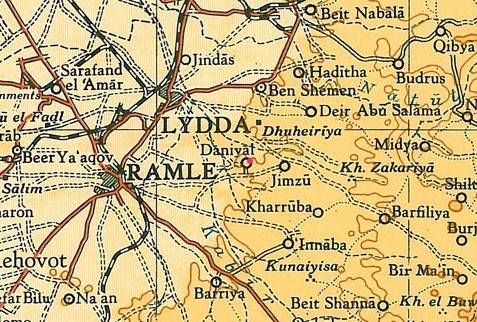
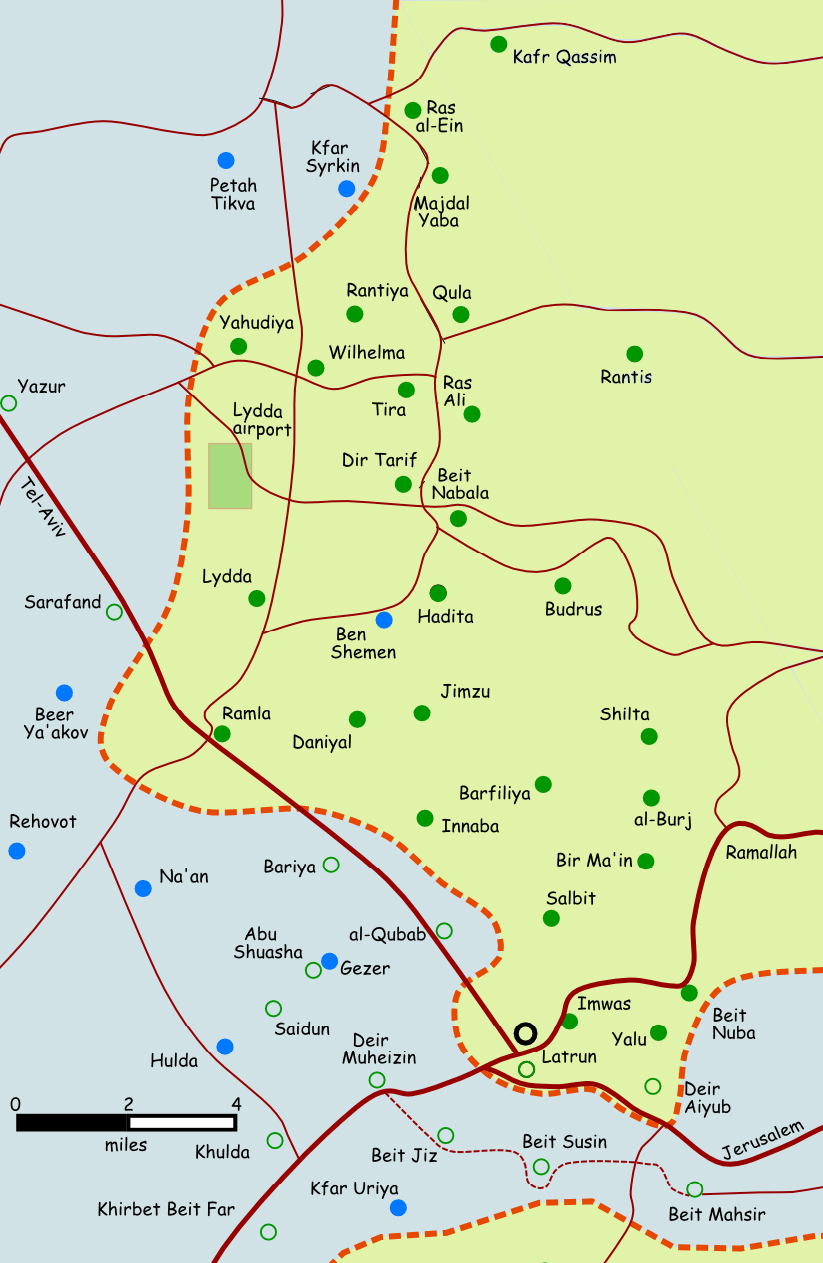